# John Pope
För senatorn för Kentucky se John Pope (senator).
John Pope, född 18 mars 1822, död 23 september 1892, var en amerikansk yrkesofficer och general i unionsarmén under amerikanska inbördeskriget. Han hade en kort, men framgångsrik karriär på den västra krigsskådeplatsen i inbördeskriget, men är mest känd för sitt nederlag vid andra slaget vid Bull Run i den östra delen. Efter inbördeskriget fortsatte han en lyckosam militär karriär i indiankrigen.

## Tidigt liv
John Pope föddes i Louisville, Kentucky. Hans far, Nathaniel Pope, var en framstående federal domare i Illinoisterritoriet, och god vän med advokaten Abraham Lincoln.. Han var svåger till Manning Force och gift med en syssling till Mary Todd Lincoln. Han examinerades från United States Military Academy i West Point 1842 och befordrades till underlöjtnant i Topographical Engineers (ett slags ingenjörstrupper). Han tjänstgjorde i Florida och hjälpte sedan till med att kartlägga den nordöstra gränsen mellan USA och Kanada. Han stred under Zachary Taylor i slaget om Monterrey och i slaget om Buena Vista under det mexikanska kriget där han blev bedfordrad till löjtnant och sedan kapten. Efter kriget var Pope lantmätare i Minnesota. 1850 påvisade han att Mississippis biflod Red River var farbar. Han tjänstgjorde som chefsingenjör i departementet i New Mexico mellan 1851 och 1853. Återstoden av tiden fram till inbördeskriget använde han till att kartlägga utsträckningen för den första transkontinentala järnvägen över Nordamerika.

## Inbördeskriget
Pope gjorde tjänst inom fyrväsendet när Abraham Lincoln valdes till president och var en av fyra officerare som eskorterade den nyvalde presidenten till Washington, D.C.. Han erbjöd Lincoln att arbeta som dennes rådgivare, men utnämndes den 14 juni 1861 till brigadgeneral med ansvar för rekrytering av frivilliga och skickades till Illinois.
Inom det västra militärkommandot som leddes av generalmajor John C.Frémont gavs Pope befäl över distriktet norra och centrala Missouri i juli som opererade längs en del av Mississippifloden. Hans relation till Frémont var inte den bästa och han agerade bakom kulisserna för att Frémont skulle fråntas befälet. Frémont var övertygad om att Pope hade svekfulla avsikter då han underlät att agera i linje med Frémonts offensiva planer i Missouri. Historikern Allan Nevins skrev ”I själva verket är inkompetens och räddhågsenhet en bättre förklaring till Popes agerande än svek, men han uppvisade faktiskt ett upproriskt sinnelag.”  Pope tvingade så småningom de konfederata staternas armé under Sterling Price att retirera söderut och tog 1 200 fångar i en mindre operation vid Blackwater, Missouri den 18 december. Pope som fått rykte om sig att vara en skrytmåns tidigt i kriget lyckades väcka ett betydande intresse inom pressen för denna mindre seger, vilket gjorde att general Frémonts ersättare, generalmajor Henry W. Halleck, fick upp ögonen för honom. 
Halleck gav Pope befäl över Mississippiarmén och distriktet med samma namn och Missouridepartementet den 23 februari 1862.  Han fick 25 000 man och order att undanröja hindren längs Mississippifloden. Han gjorde ett blixtangrepp mot New Madrid, Missouri och belägrade staden den 14 mars. Han arrangerade sedan ett fälttåg för att erövra "Island Number Ten" som var en tungt befäst garnison med 12 000 man och 58 kanoner. Popes ingenjörer grävde en kanal som gjorde att han kunde komma runt ön och med hjälp av kapten Andrew H. Footes kanonbåtar landsteg han med sina män på motsatta stranden och isolerade därmed försvararna. Ögarnisonen kapitulerade den 7 april 1862, vilket medförde att unionens styrkor kunde navigera obehindrat på Mississippi så långt söderut som Memphis.
Popes enastående insats på Mississippi medförde att han blev befordrad till generalmajor den 21 mars 1862. Under belägringen av Corinth förde han befäl över vänsterflanken av Hallecks armé, men kallades snart av Lincoln till den östra. Efter generalmajor George B. McClellans misslyckade Pensinsulafälttåg fick Pope befälet över Virginiaarmén som skapats av spridda styrkor från Shenandoah Valley och norra Virginia. Denna befordran gjorde Frémont så rasande att han begärde avsked från sitt uppdrag.
Trots sin skrytsamhet och trots att han fick trupper från McClellans Potomacarmé som medförde att Virginiaarmén utökades till 70 000 man så var hans aggressivitet större än hans strategiska kunskaper. Nu stod han mot Robert E. Lee. Lee kände på sig att Pope var obeslutsam delade sin mindre (55 000 man) armé och sände Thomas J ”Stonewall” Jackson med 24 000 man som en skenmanöver till Cedar Mountain där Jackson besegrade Popes underordnade Nathaniel Banks. När Lee sedan avancerade mot Pope med resten av armén svängde Jackson med sin del mot norr och belägrade Popes huvudsakliga underhållsbas vid Manassas Station. Pope blev förvirrad då han inte kunde hitta den konfederata arméns huvudstyrka och marscherade rakt in i en fälla vid andra slaget vid Bull Run. Hans män motstod en gemensam attack av Lee och Jackson den 29 augusti 1862, men nästa dag överraskade generalmajor James Longstreet unionarméns flank och besegrade armén som tvingades retirera. Pope spädde på sin impopularitet genom att skylla förlusten på generalmajor Fitz John Porters ordervägran och denne ställdes inför krigsrätt och befanns skyldig och degraderades. 
Den 12 september 1862 avlöstes Pope som befälhavare och armén slogs samman med Potomacarmen ledd av McClellan. Han tillbringade resten av kriget i det nordvästra departementet i Minnesota. Hans långa fälttåg i väst gav utdelning i karriären då han utsågs till att leda den militära divisionen av departementet i Missouri 1865. Han erhöll en utnämning till generalmajor i den nybildade "regular army" på grund av sina insatser vid Island No.10. 

## Efter kriget
I april 1867 offentliggjordes Pope som guvernör för tredje militär distriktet i rekonstruktionen efter kriget. Han placerade sitt högkvarter i Atlanta och gav order som tillät svarta att sitta som jurymedlemmar under rättegångar, beordrade borgmästare James Williams att sitta ytterligare ett år och förbjöd att staden köpte reklam i tidningar som inte favoriserade rekonstruktionen. 28 december 1867 ersatte president Andrew Johnsson honom med George Meade 
Pope återvände till västern och kämpade med ära i apachekrigen. Han fick politiska fiender i Washington när han rekommenderade att militären var bättre lämpade att hantera reservationerna som indianerna placerades i än den korrupta Indianbyrån. Han skapade kontroverser när han föreslog bättre och mer humanitär behandling av indianerna.
Hans rykte försämrades 1879 när en undersökning ledd av John Schofield kom fram till att John Pope och inte Fitz John Porter var den som bidrog till förlusten av andra slaget vid Bull Run. Undersökningen visade att Pope agerat huvudlöst och farligt oinformerat om slagets gång och gav Porter rätt i att bryta mot sina order och rädda armen från katastrof.
John Porter befordrades igen 1882 och gick i pension 1886. Han dog i Ohioveteranernas hus i närheten av Sandusky, Ohio. Han begravdes på Bellefontaine kyrkogård, St. Louis, Missouri.

## Övrig läsning
- Ellis, Richard N., General Pope and U.S. Indian Policy. Albuquerque, New Mexico: University of New Mexico Press, 1970. ISBN 0-8263-0191-6.
- Pope, John (posthumous). The Military Memoirs of General John Pope, University of North Carolina Press, 1998. ISBN 0-8078-2444-5.
- Ropes, John Codman, The Army in the Civil War, Vol. IV: The Army under Pope, Charles Scribner's Sons, 1881.
- Strother, David Hunter and Cecil D. Elby, ed. A Virginia Yankee in the Civil War. University of North Carolina Press, 1961, ISBN 0-8078-4757-7.